# Guerre de Coal Creek
Guerre de Coal Creek
Batailles
Guerres du charbon :
- Guerre de Coal Creek
- Bituminous Coal Miners' Strike of 1894 (en)
- Massacre de Lattimer
- Illinois coal wars (en)
- Bataille de Virden
- Pana massacre (en)
- Grève du charbon de 1902
- Westmoreland County coal strike of 1910–1911 (en)
- Paint Creek–Cabin Creek strike of 1912 (en)
- Colorado Coalfield War (1913-1914) (en)
- Massacre de Ludlow
- Hartford coal mine riot (en)
- West Virginia coal wars (en)
- Bataille de Matewan
- Bataille de Blair Mountain
- 1920 Alabama coal strike (en)
- Herrin Massacre (en)
- Columbine Mine massacre (en)
- Harlan County War (en)
- Battle of Evarts (en)

La guerre de Coal Creek est un soulèvement armé de mineurs qui se déroule principalement dans le comté d'Anderson (Tennessee), au début des années 1890. La lutte commence, en 1891, lorsque les propriétaires de mines de charbon de Coal Creek (Clinch River) (en) tentent de remplacer les mineurs libres par des forçats loués à l'État dans le cadre des travaux forcés. Sur une période d'un peu plus d'un an, les mineurs libres attaquent et incendient des bâtiments carcéraux et administratifs, des centaines de détenus sont libérés, et des dizaines de mineurs et de miliciens sont tués ou blessés dans des accrochages. Perry Cotham, historien américain, décrit le conflit comme l'un des épisodes les plus dramatiques et importants de toute l'histoire du travail américain.
La guerre de Coal Creek s'inscrit dans le contexte plus large de la lutte contre le système de location controversé des forçats dans l'État du Tennessee, qui entre en concurrence avec le travail libre. Ce conflit déclenche une tempête médiatique entre les partisans et les détracteurs des mineurs, et soulève la question de la location des forçats dans l’opinion publique. Bien que le soulèvement ait pris fin avec l'arrestation de centaines de mineurs en 1892, la tempête dans l'opinion publique conduit à la chute du gouverneur John P. Buchanan, et contraint l'État à reconsidérer le système de location des forçats. En 1896, lorsque ses contrats de location ont expiré, le gouvernement de l'État du Tennessee a refusé de les renouveler, ce qui en fait l'un des premiers États du Sud à mettre fin à cette pratique controversée.

### Articles
- (en) James B. Jones, « Convict Lease Wars », The Tennessee encyclopedia of history and culture,‎ 25 décembre 2009 (lire en ligne, consulté le 28 septembre 2015)
- (en) Pete Daniel, « The Tennessee Convict War », Tennessee Historical Quarterly, no 34,‎ 1975, p. 273-292

### Ouvrages
- (en) Perry C. Cotham, Toil Turmoil and Triumph : A Portrait of the Tennessee Labor Movement, Providence House Publishers, 1995, 352 p. (ISBN 978-1-881576-64-8)
- (en) Karin A. Shapiro, A New South Rebellion : The Battle Against Convict Labor in the Tennessee Coalfields 1871-1896, The University of North Carolina Press, 1998, 352 p. (ISBN 978-0-8078-4733-6)